# كريستيان توماس (منافس ألعاب قوى)
كريستيان توماس (بالألمانية: Christian Thomas)‏ هو منافس ألعاب قوى ألماني، ولد في 31 مارس 1965.

## وصلات خارجية
- كريستيان توماس على موقع الاتحاد الدولي لألعاب القوى (الإنجليزية)